# کاتیا نادانوا
 کاتیا نادانوا  (به انگلیسی: Katya Nadanova) شخصیت منفی زن بازی "همه چیز یا هیچ" که توسط شرکت الکترونیک آرتز در سال ۲۰۰۳ میلادی برای کنسولهای خانگی پلی استیشن ۲، ایکس باکس و گیم کیوب ساخته شد. به‌جای این شخصیت در بازی، "هِیدی کلوم صحبت نموده است

## نقش شخصیت در بازی
شخصیت کاتیا نادانوا، شخصیت منفی زن بازی "همه چیز یا هیچ" می باشد. او یک دانشمند از آکسفورد است که تخصص زیادی در علوم نانوتکنولوژی دارد. "کاتیا نادانوا" دوست دختر و دستیار "نیکولای دیاوولو" می‌باشد که در این بازی به جیمز باند خیانت کرده و بارها در طول بازی قصد کشتن جیمز باند و یارانش را می‌کند. 

## فرجام
در ابتدای بازی یک ژنرال تاجیک سعی در ربودن او و استفاده از تخصص این زن در جهت پیشبرد اهداف خود مینماید، اما جیمز باند او را در مصر از دست این ژنرال نجات میدهد. در نهایت او در حادثه منفجر شدن هواپیمای خود و نیکولای دیاوولو که توسط جیمز باند صورت می پذیرد، می میرد. (هرچند شخصیت اصلی منفی بازی "نیکولای دیاوولو" از این حادثه جون سالم به در می برد).